# Zoltán Vas
Dans le nom hongrois Vas Zoltán, le nom de famille précède le prénom, mais cet article utilise l’ordre habituel en français Zoltán Vas, où le prénom précède le nom.
Zoltán Vas, né Zoltán Weinberger le 30 mars 1903 et mort le 13 août 1983 à Budapest, est un homme politique hongrois, bourgmestre de Budapest en 1945.